# Vyšná Šebastová
Vyšná Šebastová (bis 1948 slowakisch „Vyšný Šebeš“; ungarisch Felsősebes) ist eine Gemeinde im Osten der Slowakei mit 1349 Einwohnern (Stand 31. Dezember 2024) im Okres Prešov, einem Teil des Prešovský kraj und wird zur traditionellen Landschaft Šariš gezählt.

## Geographie

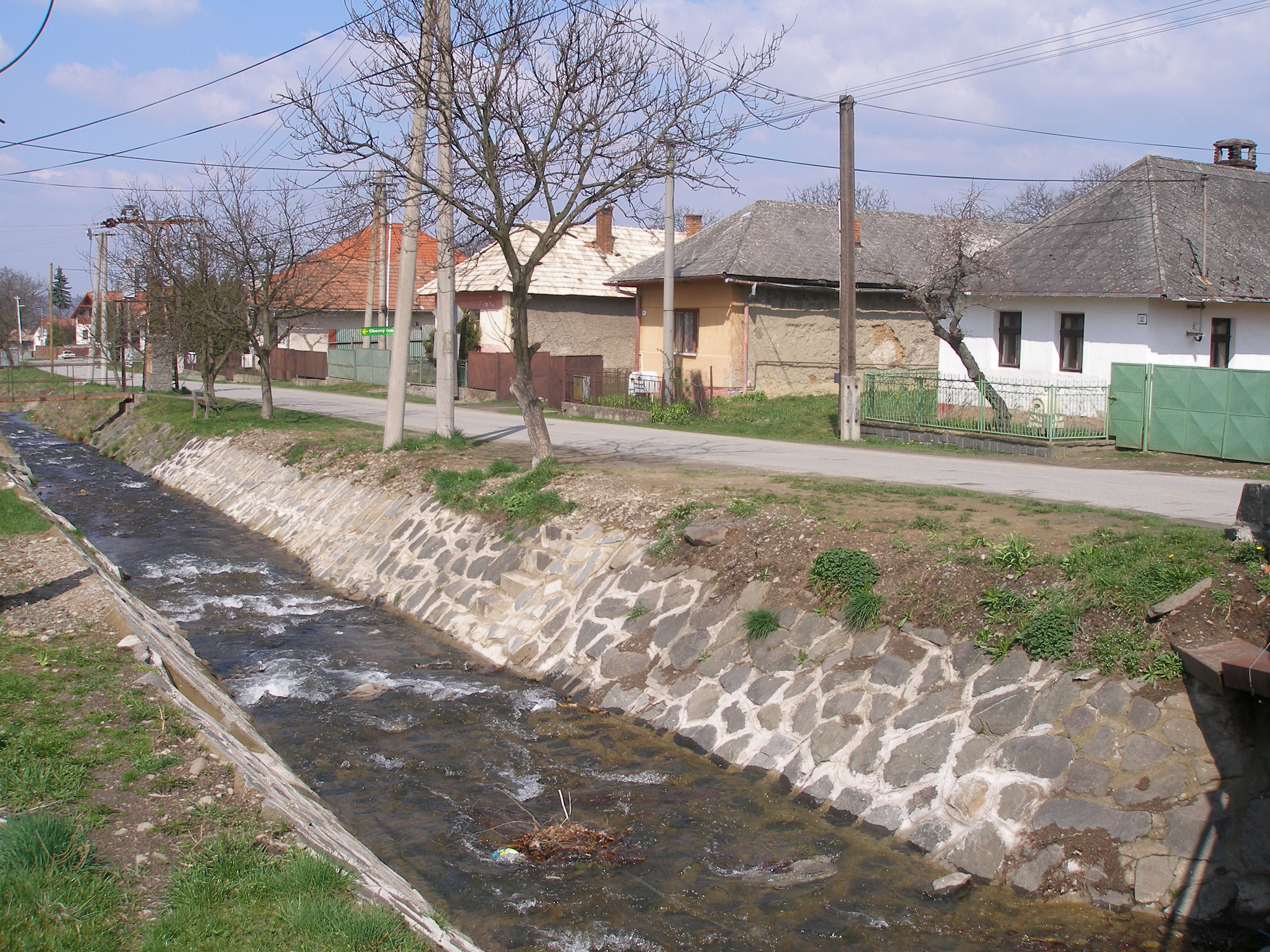
Bach Šebastovka im Ort

Die Gemeinde befindet sich am Nordrand des Talkessels Košická kotlina am Bach Šebastovka (Flusssystem Sekčov). Kleinere Teile des Gemeindegebiets ragen in die Ausläufer des Gebirges Slanské vrchy hinein. Das Ortszentrum liegt auf einer Höhe von 372 m n.m. und ist acht Kilometer vom Stadtzentrum von Prešov entfernt.
Zur Gemeinde gehörte noch die Ortschaft Severná nördlich des Hauptortes.
Nachbargemeinden sind Kapušany im Norden, Okružná im Osten, Podhradík im Südosten, Teriakovce im Süden, Prešov (Stadtteil Šalgovík) im Südwesten, Ľubotice im Westen und wieder Prešov (Stadtteil Nižná Šebastová) im Nordwesten.

## Geschichte

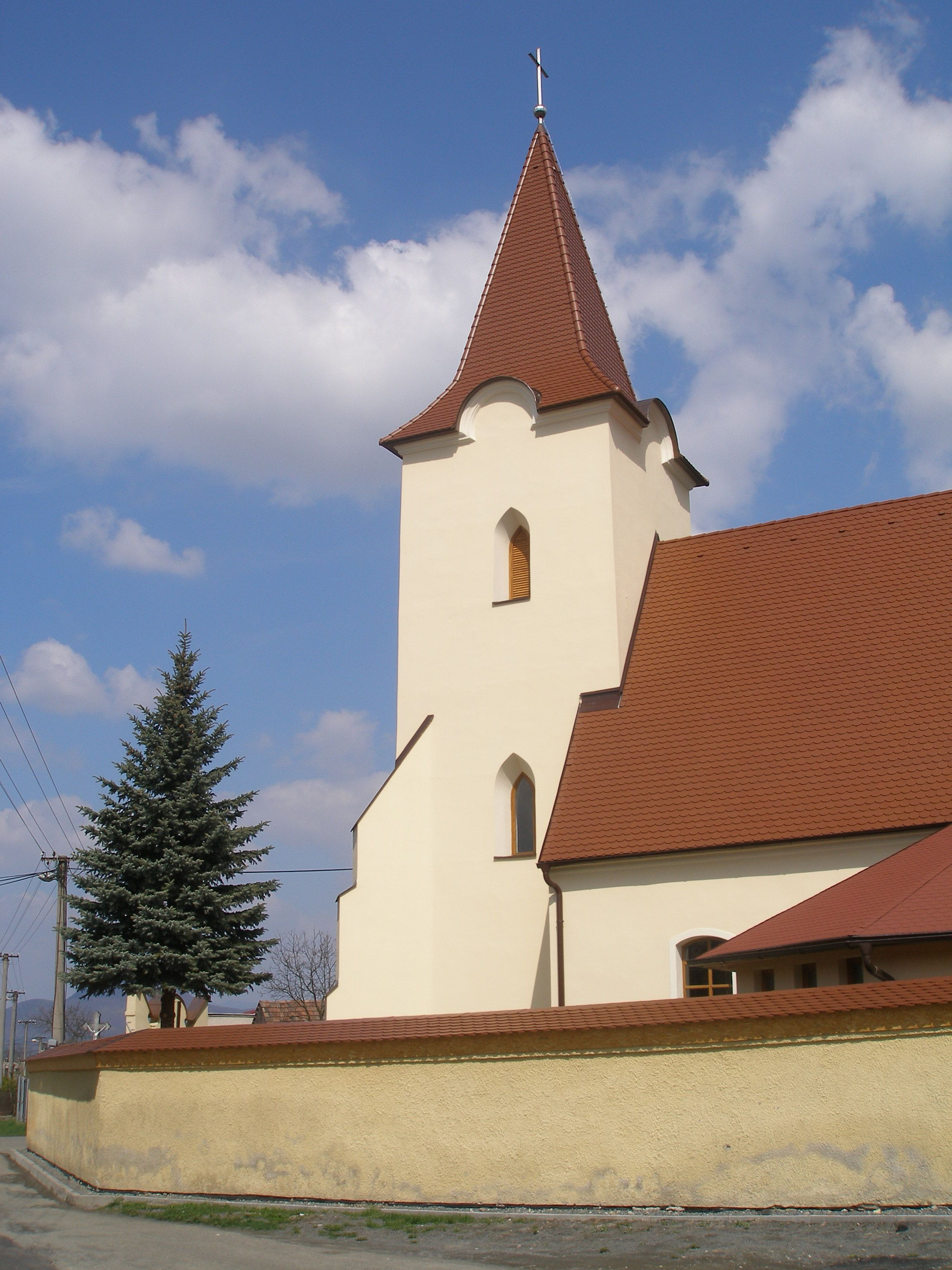
Kirche in Vyšná Šebastová

Vyšná Šebastová wurde zum ersten Mal in den Jahren 1272–1290 als Feulsebus schriftlich erwähnt. Im 14. Jahrhundert gehörte es zu einem gewissen Magister namens Sink und war Bestandteil des Herrschaftsguts der Burg Šebeš (nahe der heutigen Gemeinde Podhradík gelegen). Nach dem Steuerverzeichnis von 1427 gab es hier insgesamt 30 Porta. Die Einwohner gehörten weitgehend zur feudalen Unterschicht; sie waren in der Landwirtschaft und im Gartenbau beschäftigt. 1828 zählte man 110 Häuser und 841 Einwohner.
Bis 1918 gehörte der im Komitat Scharosch liegende Ort zum Königreich Ungarn und kam danach zur Tschechoslowakei beziehungsweise heute Slowakei.

## Bevölkerung
| Jahr                | 1994 | 2004    | 2014     | 2024     |
| ------------------- | ---- | ------- | -------- | -------- |
| Anzahl der Personen | 944  | 1022    | 1191     | 1349     |
| Unterschied         |      | +8,26 % | +16,53 % | +13,26 % |

| Jahr                | 2023 | 2024    |
| ------------------- | ---- | ------- |
| Anzahl der Personen | 1351 | 1349    |
| Unterschied         |      | −0,14 % |

Nach der Volkszählung 2011 wohnten in Vyšná Šebastová 1130 Einwohner, davon 1081 Slowaken, fünf Russinen, vier Ukrainer, zwei Tschechen und ein Magyare; ein Einwohner gehörte zu einer anderen Ethnie. 36 Einwohner machten diesbezüglich keine Angabe. 900 Einwohner bekannten sich zur römisch-katholischen Kirche, 78 Einwohner zur evangelischen Kirche A. B., 55 Einwohner zur griechisch-katholischen Kirche, 15 Einwohner zur orthodoxen Kirche, zwei Einwohner zur reformierten Kirche und jeweils ein Einwohner zu den Zeugen Jehovas sowie zur evangelisch-methodistischen Kirche; vier Einwohner bekannten sich zu einer anderen Konfession. 28 Einwohner waren konfessionslos und bei 46 Einwohnern wurde die Konfession nicht ermittelt.

## Bauwerke
- römisch-katholische Kirche der hl. Katharina von Alexandrien aus dem Jahr 1625